# JŽ-Baureihe 661
Die JŽ-Baureihe 661 sind Diesellokomotiven amerikanischen Ursprungs der jugoslawischen Eisenbahnen Jugoslovenske Železnice (JŽ) für den schweren gemischten Dienst. Die Lokomotiven entsprechen dem Typ G16 von General Motors Electro-Motive Division.

## Geschichte

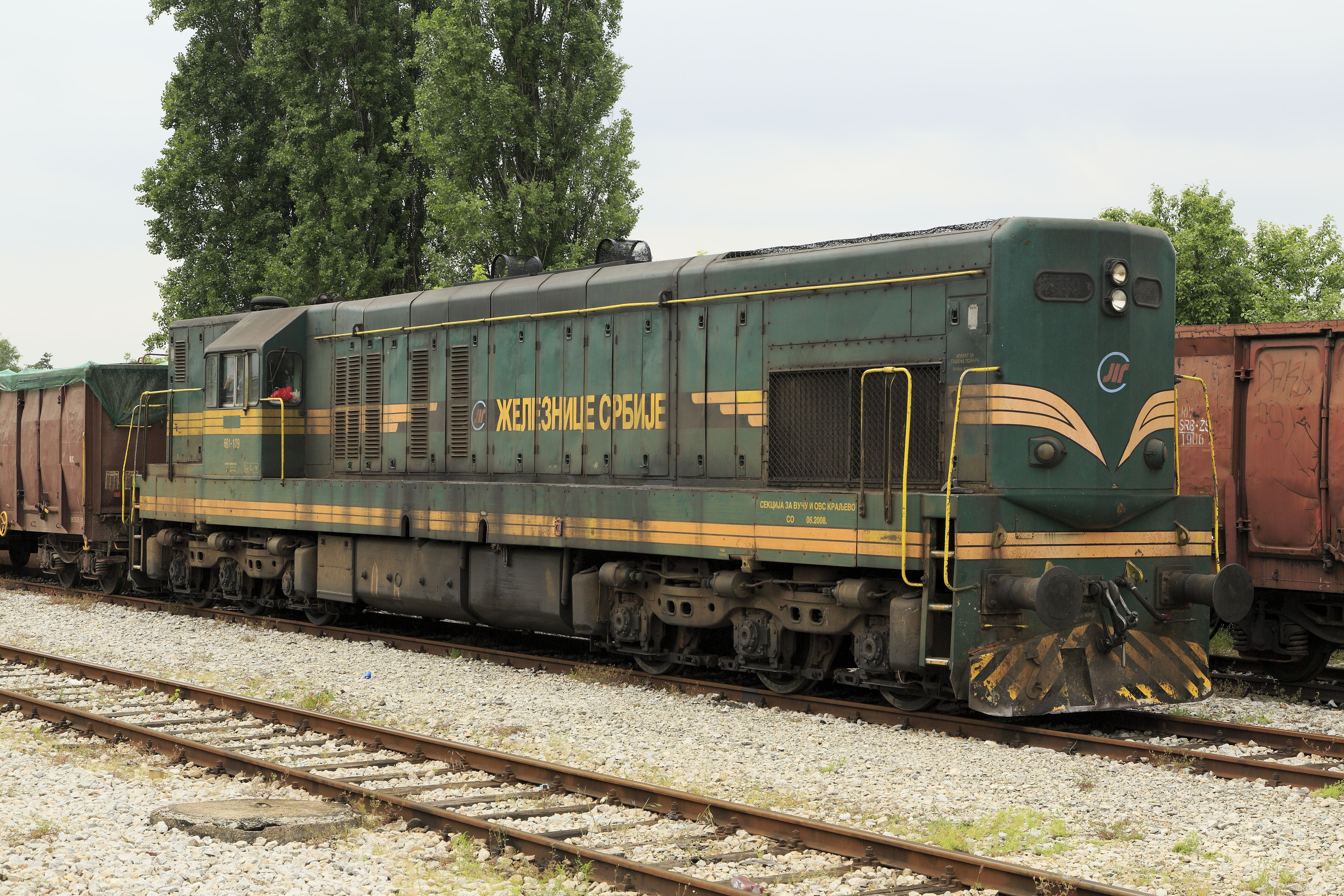
661 109 der ŽS (2016)

Auf der Grundlage eines Handelsabkommens beschafften die JŽ ab 1960 diese Diesellokomotiven aus den Vereinigten Staaten, die an die Bedingungen der Eisenbahnen in Jugoslawien angepasst wurden. Sie erhielten hier die Reihenbezeichnung D 661. Die hauptsächlichen Änderungen gegenüber der Ursprungsvariante G 16 betrafen die Ausrüstung mit Seitenpuffern und Schraubenkupplungen in europäischer Höhe anstatt der nordamerikanischen Janney-Mittelpufferkupplung und die Druckluftbremse mit einem Hauptluftleitungsdruck von 5 Bar. Ansonsten wichen die Lokomotiven in ihrer Grundausstattung stark von anderen Lokomotiven der JŽ ab. Das betraf besonders die in gleicher Höhe wie das Führerhaus liegenden Vorbauten und die Ausrüstung der Maschinenanlage mit einem Sechzehnzylinder-Zweitaktdieselmotor und der dieselelektrischen Kraftübertragung. Die große Länge der Lokomotiven und der große Unterschied der Länge der Vorbauten waren bis dahin bei europäischen Bahnverwaltungen nicht üblich.
Im Laufe der Jahre wurden 218 Lokomotiven von General Motors geliefert:
| Jahr      | Bezeichnung |
| --------- | ----------- |
| 1960      | 661 001–034 |
| 1960/61   | 661 101–164 |
| 1966–1972 | 661 201–278 |
| 1970–1971 | 661 301–327 |
| 1972      | 661 401–415 |

Dazu kamen noch zwei Fahrzeuge an ein Kraftwerk in Obrenovac. Die Lokomotiven 661 300 bis 327 erhielten zusätzlich eine Widerstandsbremse. Ab der 661 400 entfiel neben der Widerstandsbremse auch die Zugheizeinrichtung. Sie wurden ab 1972 in zahlreichen Exemplaren in Lizenz nachgebaut. Ab 1990 wurden die Maschinen auf die Nachfolgegesellschaften der JŽ aufgeteilt und von diesen weitergenutzt.
Das Einsatzgebiet der Lokomotiven waren und sind nicht elektrifizierte Gebirgsstrecken in Jugoslawien um die Karawanken, die Wocheinerbahn, Bahnen in Dalmatien, die Drautalbahn oder die Una-Bahn. Hier bedienten die Lokomotiven auf den schwierigen Bergstrecken vor allem den schweren Güterzugdienst mit Schiebedienst. Im Laufe der Zeit stellte sich die gelieferte Zahl von 218 Lokomotiven als nicht ausreichend heraus. So kam es zu zahlreichen Nachbauten von General Motors, Đuro Đaković, MACOSA, Canadian Locomotive Company mit unterschiedlichen Abmessungen und maschineller Ausrüstung, bei denen stellenweise der kürzere Vorbau abgeflacht wurde, um die Sichtverhältnisse zu verbessern. Die robusten und leistungsstarken Lokomotiven bewährten sich im Betriebsdienst und erhielten vom Fahrpersonal nach John F. Kennedy, zum Zeitpunkt der ersten Lieferungen US-Präsident, den Spitznamen „Kennedy“.
Mit der Aufteilung der jugoslawischen Eisenbahngesellschaften wurden die Lokomotiven der Reihe 661 auf die einzelnen Bahnen der Nachfolgestaaten Jugoslawiens aufgeteilt, wobei sie ihre Betriebsnummern beibehielten. Einzige Ausnahme sind die Bahngesellschaften Kroatiens, wo die Lokomotiven in Reihe 2061 umbezeichnet wurden. Hier wurden die Lokomotiven nach 46 Jahren Einsatzzeit im Jahr 2006 ausgemustert. Die meisten Lokomotiven von der Serie kamen zu den Eisenbahnen Serbiens. Hier wurden die Lokomotiven in der Zwischenzeit sogar einem Modernisierungsprogramm unterzogen, was die Ausrüstung der Maschinenanlage mit einem neuen Motor und der Ausrüstung mit einer Klimaanlage betrifft. In der Zwischenzeit wurden schon viele Lokomotiven abgestellt und ausgeschlachtet. Bei den Eisenbahnen Montenegros waren 2010 noch sieben Kennedy vorhanden, jedoch nicht alle einsatzbereit.
Die interessanteste Entwicklung durchliefen die Lokomotiven bei den Eisenbahnen im Kosovo, wo ebenfalls heute noch Kennedys vorhanden sind. Eine Lokomotive wurde zur neuen HK/KŽ-Baureihe JT38CW-DC umgebaut und erhielt dabei einen neuen Aufbau mit einem zweiten Führerstand. Fotografien zeigen einige Lokomotiven mit umgebauten Lokkästen, bei denen der kürzere Vorbau abgeflacht wurde, eine Maßnahme, die sonst Merkmal der Reihe 664 war. Von Lokomotiven der ersten Lieferserie ist eine Lokomotive, die 661 005, als Museumslokomotive im Kroatischen Eisenbahnmuseum Zagreb erhalten hinterstellt.
Im Laufe der Jahre ergab sich ein weiterer Bedarf an den robusten und leistungsstarken Lokomotiven, der durch Lizenzbau des EMD-Typs G26 bei Đuro Đaković in Slavonski Brod und anderer Firmen gedeckt werden konnte. Diese Lokomotiven erhielten die Reihenbezeichnung 664. Sie unterscheiden sich von der Reihe 661 deutlich durch einen deutlich kleineren und nur halbhohen kurzen Vorbau und damit durch eine bessere Streckensicht mit dem Führerstand voraus.

## Technische Beschreibung
Der in Schweißtechnik hergestellte Rahmen trägt die in drei Teile unterteilten Aufbauten, in denen sich folgende Anlagen befinden; im langen Vorbau sind von vorn gesehen Kühlanlage, Luftverdichter, Dieselmotor, Haupt- und Hilfsgenerator sowie die Schalteinrichtungen und der Geräteschrank. Weit außermittig schließt sich an den Vorbau mit dem Motor der Führerstand an. Obwohl er über die volle Lokomotivbreite reicht, benötigen die Lokführer besonders bei der Fahrt mit dem langen Vorbau voraus ein solides Augenmaß. Im anderen, wesentlich kürzeren Vorbau ist die Heizkesselanlage mit Wasservorrat und ein Teil der Bremsausrüstung untergebracht. Alle Haupt- und Hilfsaggregate sind vom Umlauf aus über Klappen und Türen aus erreichbar. Der Zutritt in den Führerraum erfolgt vom Umlauf aus. Zwischen den dreiachsigen Drehgestellen die als Stahlgussrahmen mit asymmetrischem Achsstand hergestellt wurden, befinden sich unter dem Lokomotivrahmen der Kraftstoffbehälter, Hauptluftbehälter und die Batteriekästen. Der Brückenrahmen stützt sich über Schraubenfedern mit parallel geschalteten Stoßdämpfern auf den Drehgestellen ab. Die rollengelagerten Radsätze werden in den Drehgestellrahmen durch Achshalter geführt, die Primärfederung besteht ebenfalls aus Schraubenfedern. Die Druckluftbremse ist Bauart Westinghouse, aus Platzgründen wird jedes Rad von einem eigenen Bremszylinder mit Größe 8 " abgebremst wird. Die Bremse hat die Reihenbezeichnung 26 L und ist als Klotzbremse ausgeführt. Die Hand- und Feststellbremse wirkt auf einen Radsatz des unter dem Führerstand befindlichen Drehgestells.
Die dieselelektrische Maschinenanlage, bestehend aus dem Sechzehnzylinder-Zweitaktdieselmotor 16-567 C und einem Gleichstrom-Hauptgenerator, nimmt den größten Teil des längeren Vorbaues ein. Der Dieselmotor leistet in der Grundversion 1450 kW bei einer Drehzahl von 875/min. Er arbeitet mit Gleichstromspülung mit Einlassschlitzen und Auslassventilen. Die Verbrennungsluft erhält der Motor über die Jalousien der Außenwände und Filter. Die Abgase werden in einem über dem Dieselmotor angeordneten Schalldämpfer gesammelt und nach oben über das Vorbaudach herausgestoßen. Angelassen wird der Dieselmotor wie bei dieselelektrischen Fahrzeugen üblich über den Hauptgenerator. Die Drehzahlsteuerung des Dieselmotors wird mit einem elektropneumatischen Regler Bauart Woodward vorgenommen. Die Leistungssteuerung der elektrischen Anlage wird mit diesem Woodward-Regler durchgeführt. Sie arbeitet in Übereinstimmung mit der Dieselmotorleistungsregelung. Der Hauptgenerator versorgt so die sechs elektrischen Fahrmotoren über Schaltschütze mit Strom.
Zur Stromversorgung der Hilfseinrichtungen und zur Ladung der Batterie wird ein Hilfsgenerator mit einer Leistung von 18 kW verwendet. Das Bordnetz der Lokomotive besitzt eine Spannung von 64 V. Die Kühlanlage für den Dieselmotor setzt sich aus den Wasserkühlern, dem Ausgleichsbehälter, den Ölkühlelementen, Ölbehälter mit Filtern sowie den Rohrleitungen zusammen. Der Lüfterkühler wird mechanisch vom Dieselmotor angetrieben. Die Kühlluft wird beidseitig angesaugt und nach oben ausgestoßen. Zur Kühlung des Generators und der Fahrmotoren ist je Drehgestell ein mechanisch angetriebenes Kühlgebläse vorhanden. Zur Heizung der Züge besaßen einige Lokomotiven ursprünglich einen Zwangsdurchlaufheizkessel vom Typ OK 4616 mit einer Dampfleistung von 720 kg/h. Die Druckluft wurde von einem vom Dieselmotor angetriebenen zweistufigen Luftverdichter erzeugt. Die elektrische Steuerung der Lokomotive ist als Einfachsteuerung ausgeführt. Zur Kontrolle der Dienstfähigkeit des Lokführers ist eine Sicherheitsfahrschaltung vorhanden. Die Maschinenanlage wird von automatischen Schutzschaltern und Anzeigeinstrumenten überwacht.